# Octová matka

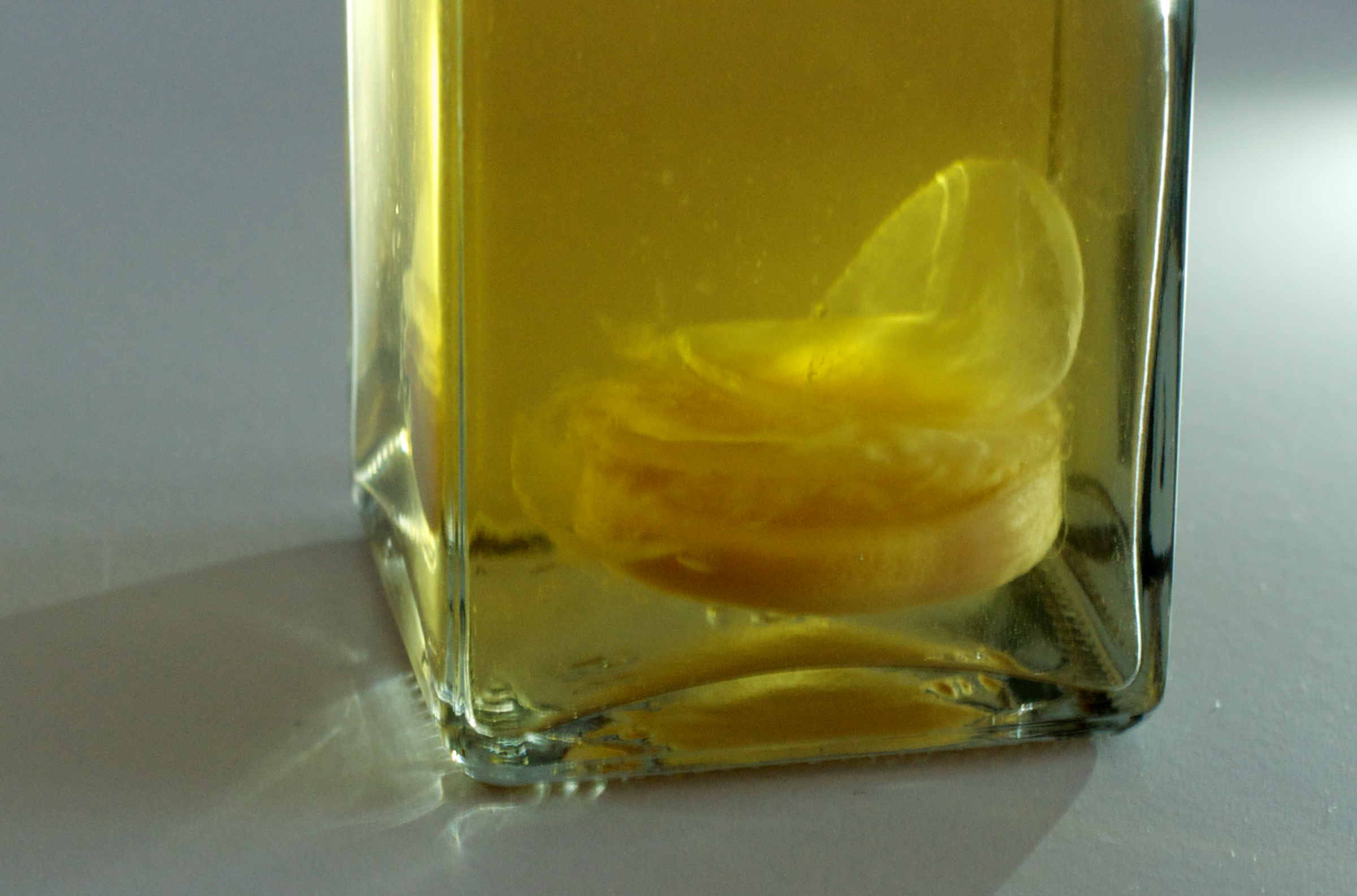
Octová matka v lahvi

Octová matka je želatinový útvar složený z celulózy a octových bakterií (typicky rodu Acetobacter). Vytváří se ve kvasících alkoholických tekutinách a spolu s kyslíkem mění alkohol na kyselinu octovou. Přidává se například do vína či moštu pro vytvoření octu.
Může se vytvořit i v octu zakoupeném v obchodě, pokud obsahuje nezkvašený cukr nebo alkohol. Většinou se to děje u nepasterizovaného octu. I když nevypadá vábně, je octová matka úplně neškodná a není nutno ocet, ve kterém se usadila, vyhodit. Stačí ho přefiltrovat například pomocí filtru na kávu.